# Airbus A220
Airbus A220 là dòng máy bay phản lực thân hẹp được trang bị động cơ Pratt & Whitney PW1000G, thiết kế bởi Bombardier Aerospace với tên gọi Bombardier C Series.Sau này là Airbus đến từ Châu Âu mua lại dự án sản xuất và phân phối độc quyền tại thị trường Châu Âu ,Châu Á và Bắc Mỹ ...
Vào tháng 7 năm 2018, dòng máy bay này được đổi tên thành A220 sau khi Airbus mua lại 50,01% cổ phần của chương trình CS, sau đó được đổi tên thành Airbus Canada Limited Partnership. Vào tháng 8 năm 2019, dây chuyền lắp ráp thứ hai đã được mở tại Mobile, cùng dây chuyền ban đầu tại Mirabel. Vào tháng 2 năm 2020, Airbus đã tăng cổ phần của mình lên 75% sau khi Bombardier rời khỏi chương trình, 25% còn lại thuộc về Investissement Québec.
Có hai biến thể, biến thể thứ nhất cung cấp từ 108 đến 133 chổ ngồi (CS100 sau đó là A220-100), thực hiện chuyến bay đầu tiên vào ngày 16 tháng 9 năm 2013, được Bộ Giao thông Vận tải Canada cấp chứng chỉ chủng loại ngày 18 tháng 12 năm 2015, đi vào hoạt động vào ngày 15 tháng 7 năm 2016 với Swiss Global Air. Biến thể dài hơn (CS300 sau đó là A220-300), cung cấp từ 130 đến 160 chổ ngồi, bay lần đầu tiên vào ngày 27 tháng 2 năm 2015, nhận được chứng chỉ chủng loại vào ngày 11 tháng 7 năm 2016 và đi vào hoạt động khi ra mắt khách hàng AirBaltic vào ngày 14 tháng 12 năm 2016.

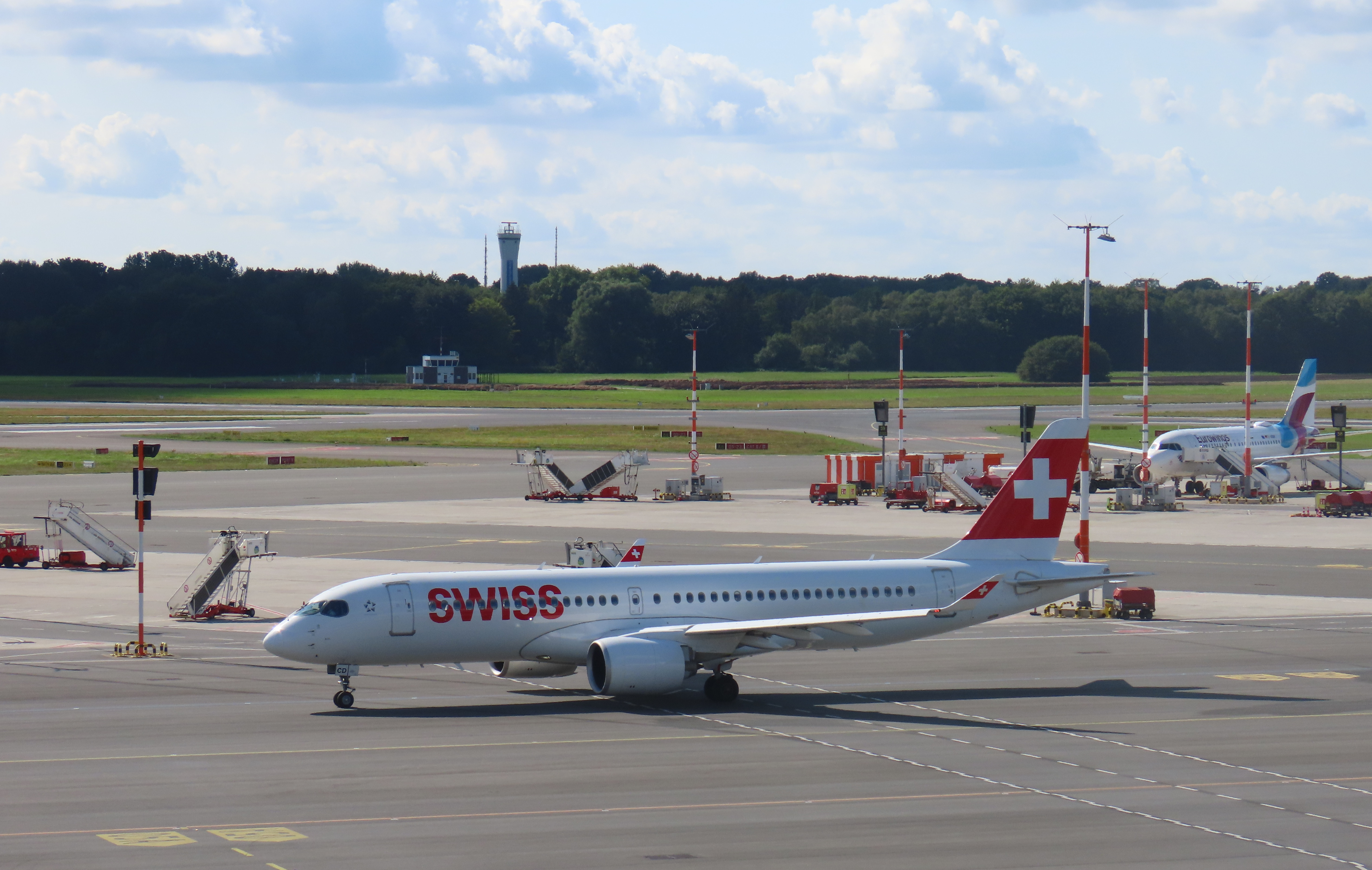
A220 Swiss

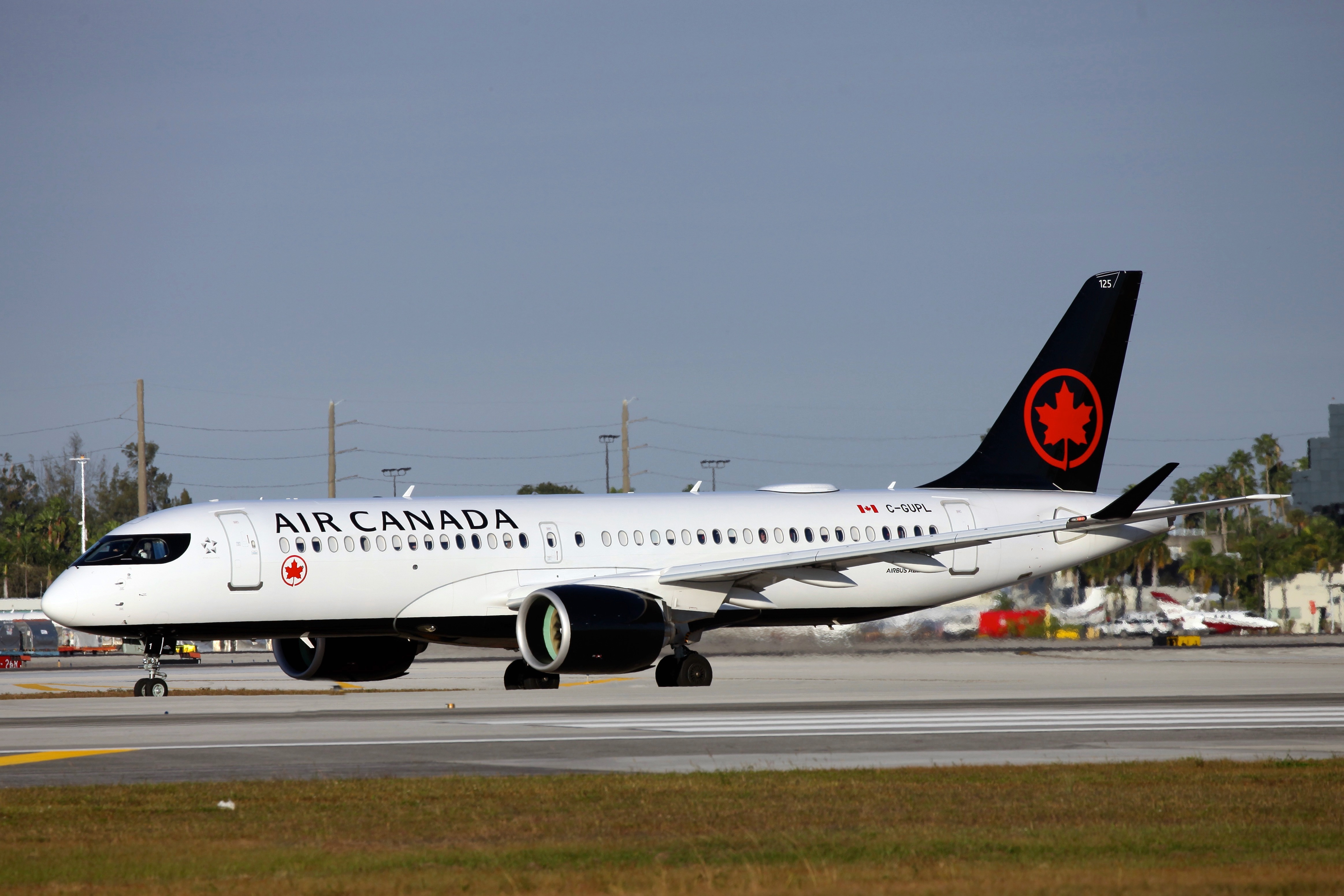
A220-300 Air canada

Swiss và airBaltic, đã cho biết dòng CSeries có độ tiết kiệm nhiên liệu và độ tin cậy vượt xa mong đợi của hãng, cũng như phản hồi tích cực từ phía hành khách và phi hành đoàn. Delta Air Lines hiện là nhà khai thác lớn nhất với 46 máy bay trong đội bay của mình. Tính đến tháng 1 năm 2021, tổng cộng 630 máy bay đã được đặt hàng, trong đó 146 chiếc đã được bàn giao. A220 cùng với A319neo của Airbus là đối thủ cạnh tranh trực tiếp với dòng máy bay E-Jet E2 Embraer và Boeing 737 MAX-7.

## Thông số kĩ thuật
| Phiên bản                   | A220-100 (BD-500-1A10)                                                      | A220-300 (BD-500-1A11)                                                      |
| --------------------------- | --------------------------------------------------------------------------- | --------------------------------------------------------------------------- |
| Phi hành đoàn               | 2                                                                           | 2                                                                           |
| Hành khách                  | 100-120 (135 tối đa)                                                        | 120-150 (160 tối đa)                                                        |
| Thể tích khoang hàng        | 23.7 m³ / 839 cu.ft                                                         | 31.6 m³ / 1,118 cu.ft                                                       |
| Chiều dài                   | 35.00 m / 114' 9"                                                           | 38.70 m / 127' 0"                                                           |
| Sải cánh                    | 35.10m                                                                      | 35.10m                                                                      |
| Chiều cao                   | 11.50 m / 38' 8"                                                            | 11.50 m / 38' 8"                                                            |
| Đường kính                  | 3,7 m (12 ft 2 in)                                                          | 3,7 m (12 ft 2 in)                                                          |
| Chiều dài cabin             | 23,7 m (78 ft)                                                              | 27,5 m (90 ft)                                                              |
| Trọng lượng cất cánh tối đa | 63.10 t / 139,000 lb                                                        | 69.90 t / 154,000 lb                                                        |
| Tải trọng tối đa            | 15.1 t (33.300 Ib)                                                          | 18.7 t (41.200 Ib)                                                          |
| Thể tích nhiên liệu         | 21,805 L / 5,760 USgal                                                      | 21,508 L / 5,681 USgal                                                      |
| Tầm bay                     | 6,800 km / 3,400 nmi                                                        | 6,700 km / 3,350 nmi                                                        |
| Tốc độ                      | Mach 0,82 (470 kn; 890 km/h tối đa, Mach 0,78 (447 kn; 829 km/h) hành trình | Mach 0,82 (470 kn; 890 km/h tối đa, Mach 0,78 (447 kn; 829 km/h) hành trình |
| Khoảng cách cất cánh        | 4,800 ft / 1,463 m                                                          | 6,200 ft / 1,890 m                                                          |
| Khoảng cách hạ cánh         | 4,550 ft / 1,387 m                                                          | 4,950 ft / 1,509 m                                                          |
| Trần bay                    | 41,000 ft / 12,497 m                                                        | 41,000 ft / 12,497 m                                                        |
| Động cơ                     | 2× Pratt & Whitney PW1500G                                                  | 2× Pratt & Whitney PW1500G                                                  |
| Lực đẩy                     | 18,900–23,300 lbf / 84.1–103.6 kN                                           | 21,000–23,300 lbf / 93.4–103.6 kN                                           |
| Mã ICAO                     | BCS1                                                                        | BCS3                                                                        |

## Kham khảo
Tư liệu liên quan tới Airbus A220 tại Wikimedia Commons
- Website chính thức